# Skwer Ewalda Gawlika w Katowicach
Skwer Ewalda Gawlika w Katowicach – skwer w Katowicach, położony przy skrzyżowaniu ulic Wojciecha i Barbórki w dzielnicy Giszowiec, na południe od kompleksu budynków starej szkoły.  
Skwer nosi imię Ewalda Gawlika – związanego z Giszowcem malarza nieprofesjonalnego, członka Grupy Janowskiej. Skwer obejmuje dwie działki, będące własnością miasta Katowice. Składa się on z elementów małej architektury (ławki, kosze na śmieci i stojaki na rowery), dwóch bujaków dla dzieci, oświetlenia w postaci szesnastu latarni, a także chodników z kostki brukowej i zieleńców. 

## Historia
Zanim zaproponowano nadanie nazwy skwerowi, projekt jego rewitalizacji został zgłoszony do katowickiego budżetu obywatelskiego na 2016 rok w ramach zadania pt. Przyjemniej na Giszowcu – rewitalizacja skweru pomiędzy ulicami Barbórki i Wojciecha. We wrześniu 2015 roku projekt ten, zdobywając 360 głosów poparcia, skierowano do realizacji. Propozycję nadania skwerowi imienia Ewalda Gawlika zainicjowała Rada Jednostki Pomocniczej nr 17 Giszowiec w styczniu 2016 roku. Został on ustanowiony uchwałą Rady Miasta Katowice 26 października 2016 roku.  
10 czerwca 2017 roku, w obecności wnioskodawców, prezydenta Katowic Marcina Krupy, wiceprzewodniczącego Rady Miasta Katowice Jerzego Forajtera oraz przedstawicieli mieszkańców Giszowca, otwarto zrewitalizowany skwer. W ramach prac wykonano chodniki, ścieżki i humusowanie, a także ustawiono nowe elementy małej architektury. Prace rewitalizacyjne skweru kosztowały łącznie 241,5 tysięcy złotych. Uroczystość ta była powiązana z piknikiem pn. Dzień Sąsiada na Wojciecha. 15 września 2018 roku zorganizowano na skwerze II Dzień Sąsiada. 

## Galeria

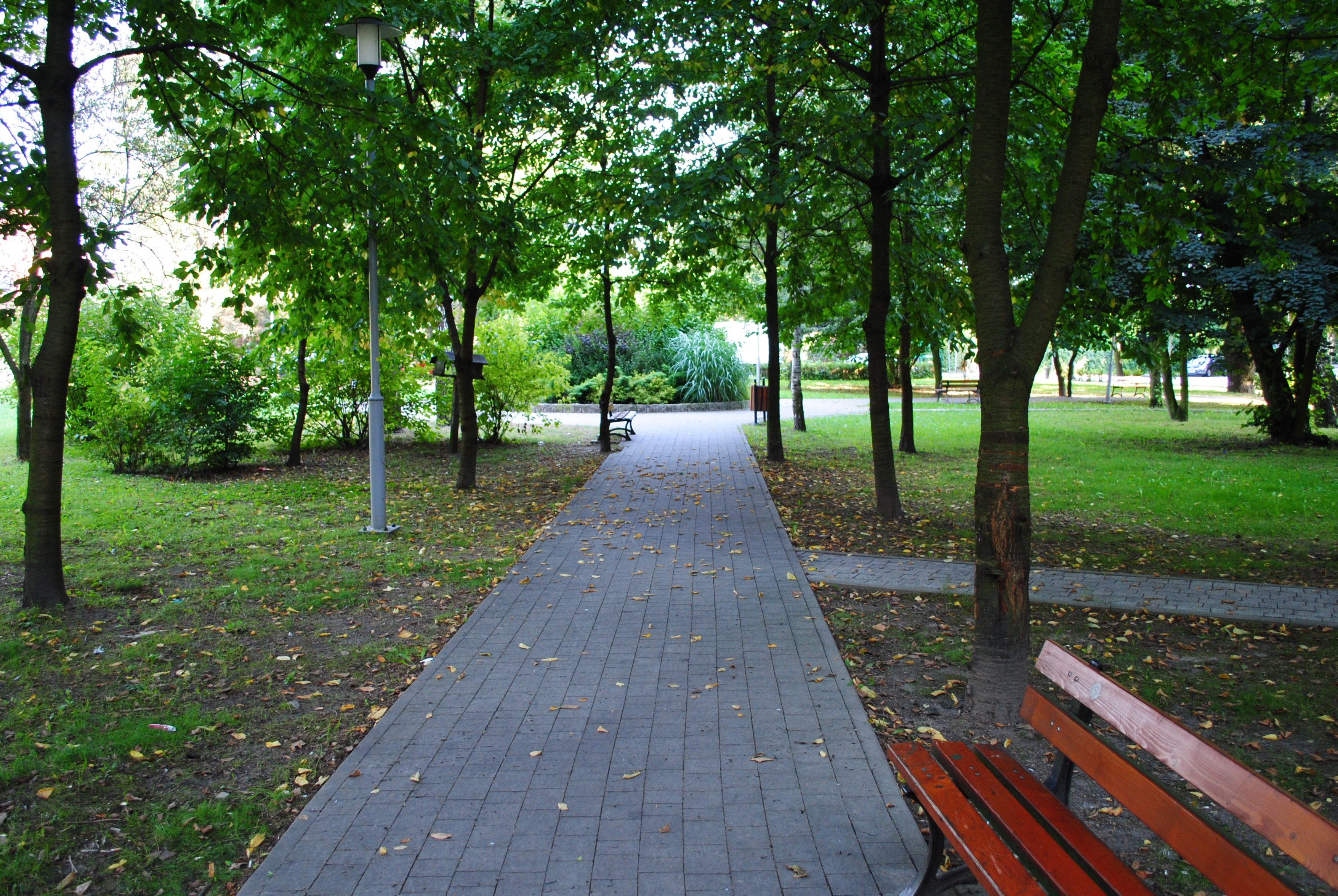
Fragment skweru
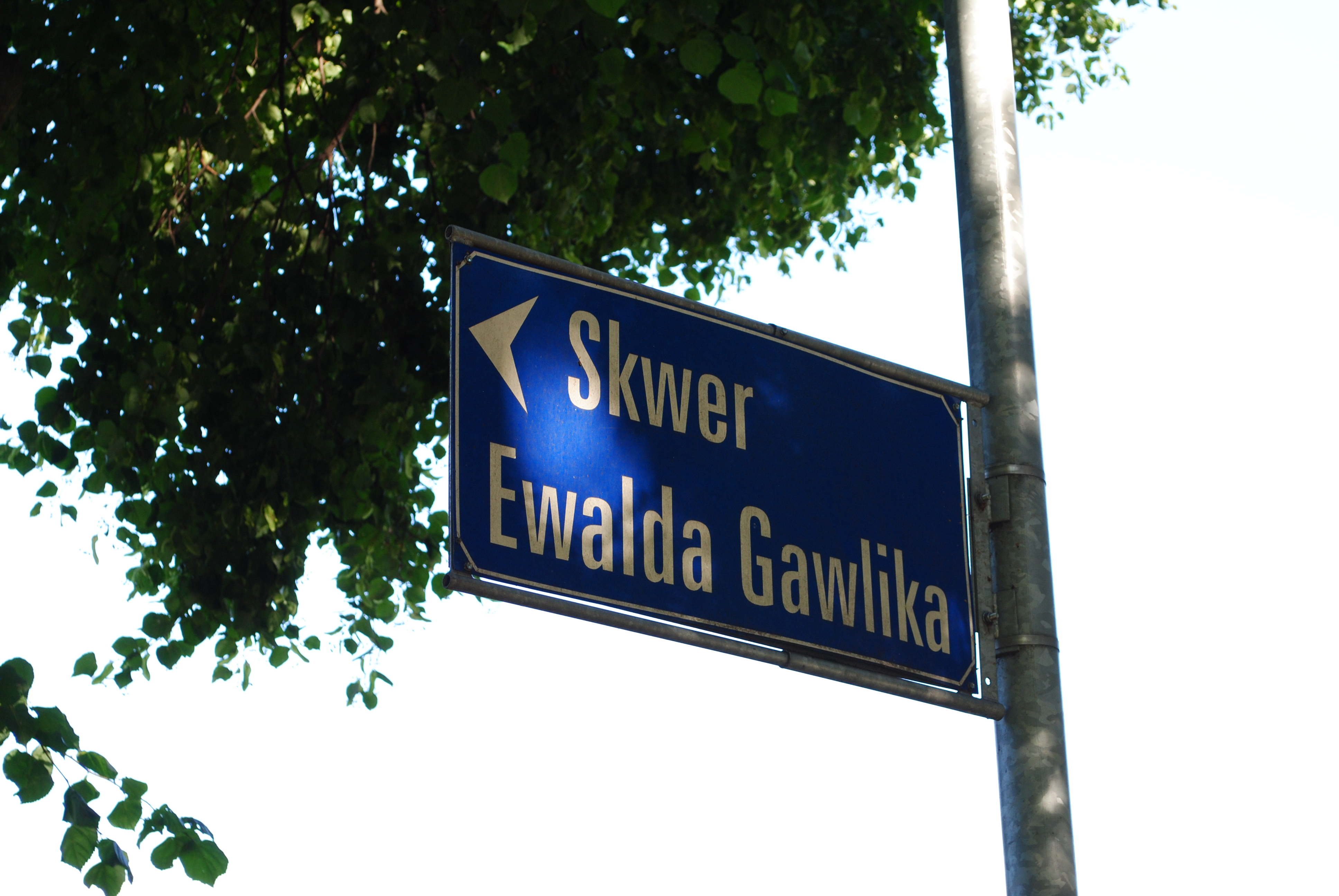
Tablica z nazwą skweru
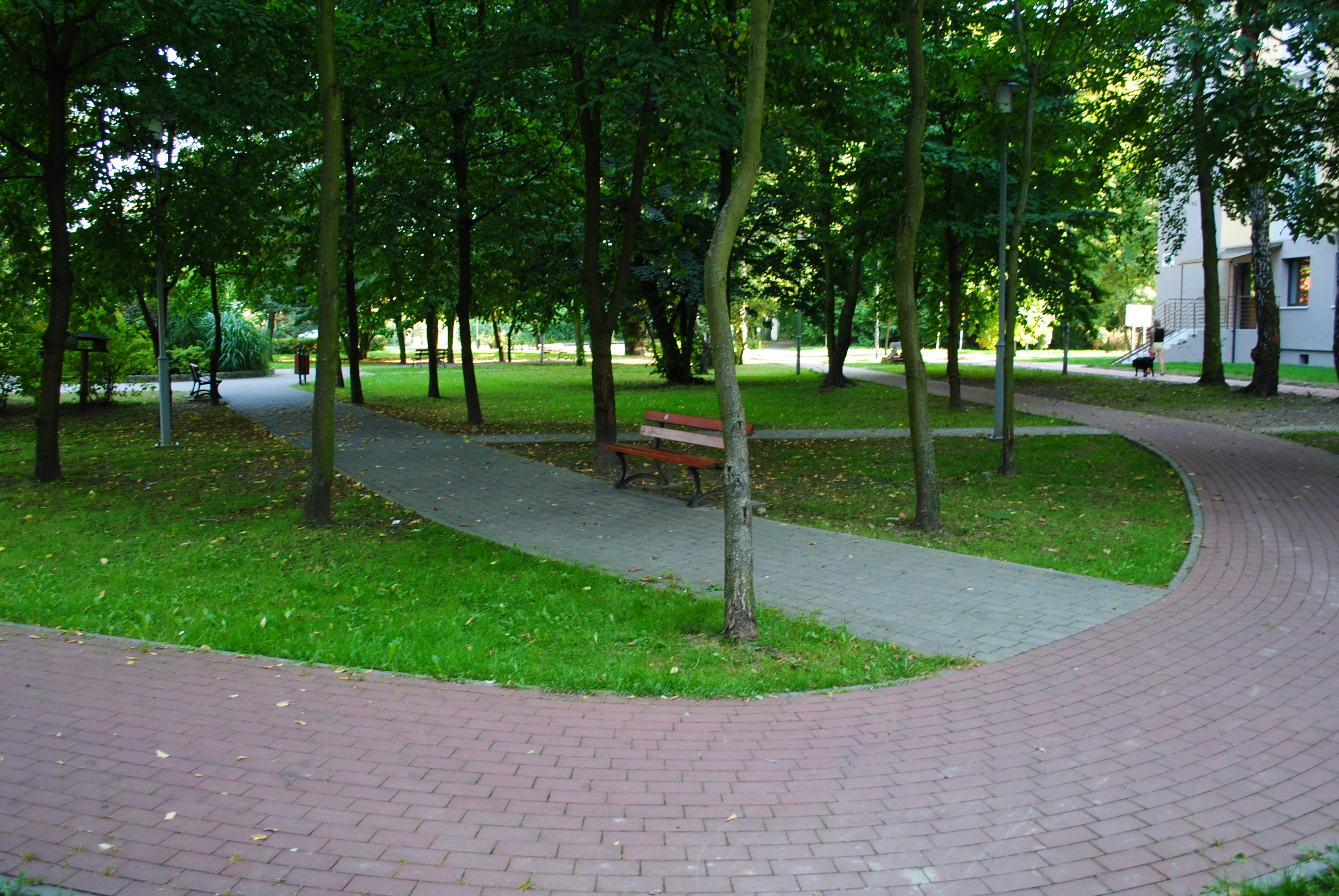
Fragment skweru